# Estadio Santiago Llorens
El Estadio Santiago Llorens es un estadio de sóftbol en la ciudad de Mayagüez en la isla y estado libre asociado de Puerto Rico. Se encuentra cerca del Palacio de Recreación y Deportes. Fue la sede de la competición de sóftbol en los Juegos centroamericanos y del Caribe de 2010.
Fue apodado comúnmente como la Liga de París (Liga de béisbol del barrio París)